# Liste der Baudenkmale in Brüssow
In der Liste der Baudenkmale in Brüssow sind alle Baudenkmale der brandenburgischen Stadt Brüssow und ihrer Ortsteile aufgelistet. Grundlage ist die Veröffentlichung der Landesdenkmalliste mit dem Stand vom 31. Dezember 2021.

## Baudenkmale in den Ortsteilen
In den Spalten befinden sich folgende Informationen:
- ID-Nr.: Die Nummer wird vom Brandenburgischen Landesamt für Denkmalpflege vergeben. Ein Link hinter der Nummer führt zum Eintrag über das Denkmal in der Denkmaldatenbank. In dieser Spalte kann sich zusätzlich das Wort Wikidata befinden, der entsprechende Link führt zu Angaben zu diesem Denkmal bei Wikidata.
- Lage: die Adresse des Denkmales und die geographischen Koordinaten. Link zu einem Kartenansichtstool, um Koordinaten zu setzen. In der Kartenansicht sind Denkmale ohne Koordinaten mit einem roten beziehungsweise orangen Marker dargestellt und können in der Karte gesetzt werden. Denkmale ohne Bild sind mit einem blauen bzw. roten Marker gekennzeichnet, Denkmale mit Bild mit einem grünen beziehungsweise orangen Marker.
- Bezeichnung: Bezeichnung in den offiziellen Listen des Brandenburgischen Landesamtes für Denkmalpflege. Ein Link hinter der Bezeichnung führt zum Wikipedia-Artikel über das Denkmal.
- Beschreibung: die Beschreibung des Denkmales
- Bild: ein Bild des Denkmales und gegebenenfalls einen Link zu weiteren Fotos des Baudenkmals im Medienarchiv Wikimedia Commons

### Bagemühl
| ID-Nr.            | Lage                  | Bezeichnung | Beschreibung | Bild           |
| ----------------- | --------------------- | ----------- | --- | -------------- |
| 09130011 Wikidata | Hauptstraße 21 (Lage) | Kirche      | Die evangelische Kirche ist ein neugotischer Bau und wurde von 1875 bis 1877 errichtet. Dabei wurde ein Gebäude aus dem 13. Jahrhundert verwendet. Die Ausstattung im Inneren ist aus der Bauzeit. | weitere Bilder |

### Battin
| ID-Nr.   | Lage             | Bezeichnung    | Beschreibung                                                                                 | Bild           |
| -------- | ---------------- | -------------- | -------------------------------------------------------------------------------------------- | -------------- |
| 09130067 | (Lage)           | Kirche (Ruine) | Die ehemalige Kirche wurde im 18. Jahrhundert erbaut und im Zweiten Weltkrieg 1945 zerstört. | weitere Bilder |
| 09130068 | Battin 6 (Lage)  | Müllerwohnhaus |                                                                                              | Müllerwohnhaus |
| 09130955 | Battin 43 (Lage) | Dorfschule     |                                                                                              | BW             |

### Brüssow
| ID-Nr.   | Lage                        | Bezeichnung                                                                                                 | Beschreibung | Bild                                                                                |
| -------- | --------------------------- | --- | --- | ----------------------------------------------------------------------------------- |
| 09130023 | (Lage)                      | Stadtbefestigungsanlage, bestehend aus Stadtmauer, Resten von Wiekhäusern und Torwächterhaus (Stadtmauer 1) | Die Reste der Stadtbefestigung befindet sich im Süden des Ortes. Es ist eine Feldsteinmauer von etwa vier Meter Höhe erhalten. | weitere Bilder                                                                      |
| 09131510 | Amtstraße (Lage)            | Kornspeicher Brüssow                                                                                        | | Kornspeicher Brüssow                                                                |
| 09132104 | Frauenhagen 13 (Lage)       | Vorwerksscheune                                                                                             | | Vorwerksscheune                                                                     |
| 09130069 | Grimmer Weg 2 (Lage)        | Städtisches Siechenhaus einschließlich Wirtschaftsgebäude und Grundstückseinfriedung                        | | BW                                                                                  |
| 09130071 | Karl-Marx-Straße 16a (Lage) | Altlutherische Kirche (heute Heimatmuseum)                                                                  | Die ehemalige altlutherische Kirche ist heute das Heimatmuseum. Es ist ein neugotischer Bau aus Backstein und wurde 1859/1860 erbaut. | Altlutherische Kirche (heute Heimatmuseum)                                          |
| 09130800 | Marktplatz (Lage)           | Natursteinpflaster im südlichen Teil des Marktplatzes                                                       | | Natursteinpflaster im südlichen Teil des Marktplatzes                               |
| 09130940 | Puschkinstraße 18 (Lage)    | Gehöft, bestehend aus Wohnhaus, Stallgebäude, Scheune, Vorgarten und Hofpflasterung                         | | Gehöft, bestehend aus Wohnhaus, Stallgebäude, Scheune, Vorgarten und Hofpflasterung |
| 09130022 | Puschkinstraße 27 (Lage)    | Kirche St. Sophia                                                                                           | Die evangelische Stadtpfarrkirche St. Sophia wurde in der zweiten Hälfte des 13. Jahrhunderts erbaut. Der Saalbau aus Feldstein hat einen schiffbreiten Turm, der Spitzhelm des Turms stammt aus dem Jahr 1836. Aus dem gleichen Jahr stammen im Inneren die Hufeisenempore und die Balkendecke. Der Kanzelaltar stammt aus dem Jahr 1714. | weitere Bilder                                                                      |

### Grimme
| ID-Nr.            | Lage            | Bezeichnung                                          | Beschreibung | Bild           |
| ----------------- | --------------- | ---------------------------------------------------- | --- | -------------- |
| 09130478          | Grimme 9 (Lage) | Bauernhaus                                           | | Bauernhaus     |
| 09130024 Wikidata | Grimme (Lage)   | Kirche mit freistehendem Kirchturm und Kirchhofmauer | Die evangelische Kirche wurde in der zweiten Hälfte des 13. Jahrhunderts erbaut. Es ist ein Saalbau aus Feldsteinen. Zu der Kirche gehört ein Kirchturm, er befindet sich südwestlich der Kirche. | weitere Bilder |

### Grünberg
| ID-Nr.            | Lage               | Bezeichnung | Beschreibung                                                                                          | Bild |
| ----------------- | ------------------ | --- | --- | --- |
| 09130484 Wikidata | (Lage)             | Kirche | Die evangelische Kirche wurde 1792/1793 erbaut. Es ist ein ovaler Bau mit einem oktogonalen Dachturm. | weitere Bilder |
| 09130066          | Grünberg 21 (Lage) | Gutsanlage, bestehend aus Gutshaus, Wohngebäuden für Gutsbedienstete, Wirtschaftshof mit Pferde- und Rindviehstall sowie Freiflächen mit gepflasterter Zufahrtsallee, Vorplatz und Gutspark | Das ehemalige Herrenhaus wurde um das Jahr 1800 erbaut und teilweise 1945 zerstört.                   | Gutsanlage, bestehend aus Gutshaus, Wohngebäuden für Gutsbedienstete, Wirtschaftshof mit Pferde- und Rindviehstall sowie Freiflächen mit gepflasterter Zufahrtsallee, Vorplatz und Gutspark |

### Menkin
| ID-Nr.            | Lage                      | Bezeichnung                           | Beschreibung | Bild           |
| ----------------- | ------------------------- | ------------------------------------- | --- | -------------- |
| 09130206 Wikidata | (Lage)                    | Kirche                                | Die evangelische Kirche wurde in der zweiten Hälfte des 13. Jahrhunderts erbaut. Es ist ein Saalbau mit schiffbreiten Turm, der Turm wurde 1623 bis 1642 erneuert. Die Ausstattung im Inneren stammt aus dem 16. und 17. Jahrhundert. | weitere Bilder |
| 09130207          | (Lage)                    | Gutspark mit Grotte und Barockfiguren | | BW             |
| 09130888          | Menkin Hofstraße 4 (Lage) | Verwaltungsgebäude und Kulturhaus     | | BW             |
| 09130970          | Menkin Hofstraße (Lage)   | Wohnhaus des Gutsgärtners             | | BW             |

### Trampe
| ID-Nr.            | Lage              | Bezeichnung                     | Beschreibung | Bild           |
| ----------------- | ----------------- | ------------------------------- | --- | -------------- |
| 09130070 Wikidata | Dorfstraße (Lage) | Kirche                          | Die evangelische Kirche stammt aus der zweiten Hälfte des 13. Jahrhunderts. Von 1738 bis 1740 wurde die Kirche renoviert und umgebaut, in dieser Zeit wurde auch der Turmaufsatz aus Fachwerk errichtet. Im Inneren befindet sich ein Kanzelaltar aus der Zeit um 1700. | weitere Bilder |
| 09130859          | Trampe 36 (Lage)  | Wohnhaus mit Wirtschaftsgebäude | | BW             |

### Woddow
| ID-Nr.            | Lage                       | Bezeichnung | Beschreibung | Bild |
| ----------------- | -------------------------- | --- | ------------ | --- |
| 09130185 Wikidata | Woddow (Lage)              | Kirche |              | weitere Bilder |
| 09130739          | Bagemühler Straße 7 (Lage) | Gutsschmiede und Schmiedewohnhaus einschließlich Feldsteinmauer |              | BW |
| 09130842          | Woddow 10 (Lage)           | Wohnhaus |              | BW |
| 09130186          | Woddow 26, 28 (Lage)       | Gutsanlage, bestehend aus Herrenhaus, den Gebäuden des südlichen Wirtschaftshofs (zwei Gesindehäuser, zwei Stall-Scheunen, ein Stall mit Taubenturm), zwei Scheunen des nördlich anschließenden Wirtschaftshofs sowie den Resten des Parks mit Teepavillon |              | [[Vorlage:Bilderwunsch/code!/C:53.377142,14.175627!/D:Woddow 26, 28, Gutsanlage, bestehend aus Herrenhaus, den Gebäuden des südlichen Wirtschaftshofs (zwei Gesindehäuser, zwei Stall-Scheunen, ein Stall mit Taubenturm), zwei Scheunen des nördlich anschließenden Wirtschaftshofs sowie den Resten des Parks mit Teepavillon!/\|BW]] |

### Wollschow
| ID-Nr.            | Lage   | Bezeichnung | Beschreibung                                                                                | Bild           |
| ----------------- | ------ | ----------- | ------------------------------------------------------------------------------------------- | -------------- |
| 09130205 Wikidata | (Lage) | Kirche      | Die evangelische Kirche wurde im Jahre 1774 erbaut. Im Inneren eine Kanzel aus der Bauzeit. | weitere Bilder |